# Reichard Streun von Schwarzenau

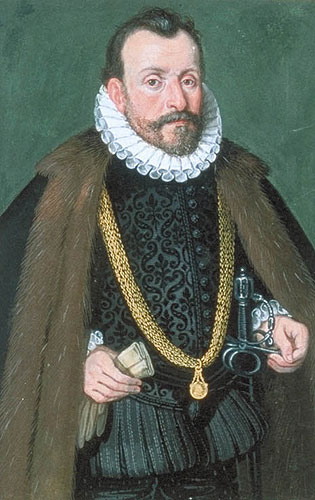
Porträt

Reichard Streun von Schwarzenau (auch Reichart, auch Strein; * 1538; † 1600 auf Schloss Freydegg bei Ferschnitz im Bezirk Amstetten) gehörte zum österreichischen Adelsgeschlecht derer von Strein und arbeitete als Politiker sowie Historiker zur Zeit der Habsburgermonarchie.

## Leben
Er studierte 1554 bis 1559 in Padua und Straßburg Rechtswissenschaften, war 1564 bis 1566 Mitglied des Hofrates und 1567 bis 1575 Präsident der Hofkammer. Er war ein enger Vertrauter von Maximilian II.
Er war evangelischen Glaubens, versuchte aber oftmals zwischen Protestanten und Katholiken zu vermitteln und gilt als Vater der Religionskonzession von 1568.
1588 begann er mit Verfassung der „Landhandfeste“, eines Kompendiums der landständischen Verfassung, das die Privilegien des Landes zusammenfasst. Daneben arbeitete er an historischen Werken, darunter mit den „Annales historici oder Historisch Jarzeit Buech des Ertzherzogthums Österreich ob der Ennß“ am ersten Versuch einer Landesgeschichte von Oberösterreich.
Das Stammschloss der Familie Streun von Schwarzenau ist das Schloss Schwarzenau im Waldviertel. Reichard wählte Schloss Freydegg als Wohnsitz. 1572 gelangt er zum Lehen Dürnstein, 1579 zum Lehen Thürnthal, 1582 zum Lehen Haindorf bei Langenlois.
Er war ab Januar 1563 mit Katharina von der Dürr zu Pernstein verheiratet. Sie hatten zwei Söhne und sieben Töchter. Nach dem Tod Katharinas 1580 heiratete er am 24. September 1581 auf Schloss Karlsbach Regina von Tschernembel, eine Schwester von Georg Erasmus von Tschernembl. Sie hatten fünf Söhne. Reichard ist in der Kirche in Ferschnitz begraben.